# غوردون هولمز
غوردون هولمز (بالإنجليزية: Gordon Holmes)‏ هو لاعب كرة قدم أمريكية أمريكي، ولد في 1905 في سبرينغفيل في الولايات المتحدة، وتوفي في 9 أغسطس 1963 في فيرفيلد في الولايات المتحدة.